# Raorchestes longchuanensis
Espèce
Synonymes
- Philautus longchuanensis Yang & Li, 1979
- Pseudophilautus longchuanensis (Yang & Li, 1979)

Statut de conservation UICN

 LC  : Préoccupation mineure
Raorchestes longchuanensis est une espèce d'amphibiens de la famille des Rhacophoridae.

## Répartition
Cette espèce se rencontre entre 1 350 et 1 600 m d'altitude dans les Gaoligongshan et Hengduanshan :
- dans le Yunnan en Chine ;
- dans la province de Lai Châu au Viêt Nam.

Sa présence est incertaine en Birmanie et au Laos.

## Étymologie
Son nom d'espèce, composé de longchuan et du suffixe latin -ensis, « qui vit dans, qui habite », lui a été donné en référence au lieu de sa découverte, le xian de Longchuan.

## Publication originale
- Yang, Su & Li, 1979 : New species and new subspecies of amphibians and reptiles from Gaoligong Shan, Yunnan. Acta Zootaxonomica Sinica, vol. 1979, no 2, p. 185-188 (introduction).